# 志茂駅
志茂駅（しもえき）は、東京都北区志茂二丁目にある、東京地下鉄（東京メトロ）南北線の駅である。駅番号はN 18。

## 歴史
- 1991年（平成3年）11月29日：開業[2]。
- 2002年（平成14年）4月：業務委託駅となる。
- 2004年（平成16年）4月1日：帝都高速度交通営団（営団地下鉄）民営化に伴い、当駅は東京地下鉄（東京メトロ）に継承される[3]。
- 2007年（平成19年）3月18日：ICカード「PASMO」の利用が可能となる[4]。
- 2015年（平成27年）3月13日：発車メロディを変更[5]。

## 駅構造
島式ホーム1面2線を有する地下駅。フルスクリーンタイプのホームドアが、設置されている。改札階（地下1階）とホーム階（地下2階）間を連絡するエレベーターおよびエスカレーターが設置されている。
フルカラー式発車標が設置されている。

### のりば
| 番線 | 路線   | 行先                   |
| ---- | ------ | ---------------------- |
| 1    | 南北線 | 赤羽岩淵・浦和美園方面 |
| 2    | 南北線 | 目黒方面               |

（出典：東京メトロ:構内図）

### 発車メロディ
開業時から吉村弘作曲の南北線全駅共通の発車メロディ（発車サイン音）を使用していたが、2015年3月13日にスイッチ制作の当駅オリジナルのメロディに変更されている。
曲は1番線が「時のしらべ」（山崎泰之作曲）、2番線が「月は南に」（福嶋尚哉作曲）である。

## 利用状況
2024年度の1日平均乗降人員は15,187人であり、東京メトロ全駅の中では西ケ原駅、桜田門駅に次いで3番目に少ない。
近年の1日平均乗降・乗車人員推移は下表の通り。
| 年度               | 1日平均 乗降人員 | 1日平均 乗車人員 | 出典     |
| ------------------ | ---------------- | ---------------- | -------- |
| 1991年（平成03年） |                  | 1,137            | [ * 1 ]  |
| 1992年（平成04年） |                  | 2,307            | [ * 2 ]  |
| 1993年（平成05年） |                  | 2,540            | [ * 3 ]  |
| 1994年（平成06年） |                  | 2,663            | [ * 4 ]  |
| 1995年（平成07年） |                  | 2,727            | [ * 5 ]  |
| 1996年（平成08年） |                  | 4,005            | [ * 6 ]  |
| 1997年（平成09年） |                  | 4,353            | [ * 7 ]  |
| 1998年（平成10年） |                  | 4,723            | [ * 8 ]  |
| 1999年（平成11年） |                  | 4,601            | [ * 9 ]  |
| 2000年（平成12年） |                  | 4,619            | [ * 10 ] |
| 2001年（平成13年） |                  | 4,715            | [ * 11 ] |
| 2002年（平成14年） | 9,011            | 4,589            | [ * 12 ] |
| 2003年（平成15年） | 8,959            | 4,563            | [ * 13 ] |
| 2004年（平成16年） | 9,041            | 4,600            | [ * 14 ] |
| 2005年（平成17年） | 9,085            | 4,647            | [ * 15 ] |
| 2006年（平成18年） | 9,262            | 4,715            | [ * 16 ] |
| 2007年（平成19年） | 9,638            | 4,978            | [ * 17 ] |
| 2008年（平成20年） | 10,083           | 5,112            | [ * 18 ] |
| 2009年（平成21年） | 10,309           | 5,247            | [ * 19 ] |
| 2010年（平成22年） | 10,006           | 5,082            | [ * 20 ] |
| 2011年（平成23年） | 9,905            | 5,041            | [ * 21 ] |
| 2012年（平成24年） | 10,130           | 5,136            | [ * 22 ] |
| 2013年（平成25年） | 10,859           | 5,515            | [ * 23 ] |
| 2014年（平成26年） | 10,966           | 5,553            | [ * 24 ] |
| 2015年（平成27年） | 11,613           | 5,866            | [ * 25 ] |
| 2016年（平成28年） | 12,057           | 6,088            | [ * 26 ] |
| 2017年（平成29年） | 12,425           | 6,268            | [ * 27 ] |
| 2018年（平成30年） | 12,583           | 6,345            | [ * 28 ] |
| 2019年（令和元年） | 13,794           | 6,945            | [ * 29 ] |
| 2020年（令和02年） | 11,236           | 5,668            | [ * 30 ] |
| 2021年（令和03年） | 11,997           |                  |          |
| 2022年（令和04年） | 13,353           |                  |          |
| 2023年（令和05年） | 14,514           |                  |          |
| 2024年（令和06年） | 15,187           |                  |          |

備考
1. ↑  1991年11月29日開業。開業日から翌年3月31日までの計124日間を集計したデータ。

## 駅周辺
- 国道122号（北本通り）
- 北区立なでしこ小学校
- 北運動公園
- 北区立神谷体育館
- 北区立赤羽体育館
- 北区元気ぷらざ
- 東京都交通局北自動車営業所
- 警視庁赤羽警察署
- 北志茂一郵便局
- 北志茂郵便局
- 東京二十三区清掃一部事務組合 北清掃工場
- イオンスタイル赤羽
- スーパーバリュー 志茂店
- 日本化薬東京研究事業所

### バス路線
志茂一丁目（北本通り上）
- 都営バス
  - 王57：豊島五丁目団地行 / 赤羽駅東口行

## 隣の駅
東京地下鉄（東京メトロ）
 南北線
王子神谷駅 (N 17) - 志茂駅 (N 18) - 赤羽岩淵駅 (N 19)